# جاكوب إريكسون
جاكوب إريكسون (بالسويدية: Jacob Ericsson)‏ (17 سبتمبر 1993 السويد السويد - ) هو لاعب كرة قدم سويدي يلعب كحارس مرمى.

## روابط خارجية
- جاكوب إريكسون على موقع اتحاد السويد (السويدية)
- جاكوب إريكسون على موقع قاعدة بيانات كرة القدم.إي يو (الإنجليزية)
- جاكوب إريكسون على موقع Soccerway.com (الإنجليزية)